# Cornelius van Poelenburgh
Cornelius (Cornelis) van Poelenburgh (Poelenborgh) (født 1586 i Utrecht, død 12. august 1667 sammesteds) var en hollandsk maler. Han var elev af Abraham Bloemaert, rejste længere tid i Italien, hvor Adam Elsheimer fik afgørende indflydelse på hans kunst, og hvor han nåede anseelse (en snes ungdomsværker i Palazzo Pitti i Firenze); 1627 vendte han tilbage til Utrecht; en tid virkede han i London, Fra Elsheimer har Poelenburgh det bedste i sin kunst: landskaberne, der særlig i hans senere billeder kan eje en egen skønhed i deres klare og dybe farveholdning og i deres varme, gyldne lys. Ret ubetydeligt virker i reglen disse landskabers staffage af figurer i deres porcelænsagtige og glatte karakterløshed; til denne figur staffage valgte Poelenburgh motiver fra Bibelen og fra mytologien; særlig hyppig forekommende er scener med Diana og hendes nymfer, nymfer og satyrer, badende kvinder og lignende emner, der ikke mindst bidrog til deres kunstners store popularitet. Poelenburgh, hvis talrige værker findes i så godt som alle samlinger, er rigest repræsenteret i Dresden, München, Paris og Sankt Petersborg. I Kunstmuseum i København: En Gudeforsamling, i den moltkeske samling: Olympia.
- Wikimedia Commons har flere filer relateret til Cornelius van Poelenburgh